# Ischyrodon lepturus
Ischyrodon lepturus är en bladmossart som beskrevs av Edmund André Charles Lois Eloi `Ted' Schelpe 1970. Ischyrodon lepturus ingår i släktet Ischyrodon och familjen Fabroniaceae. Inga underarter finns listade i Catalogue of Life.